# Carex diplodon
Carex diplodon är en halvgräsart som beskrevs av Ernest Nelmes. Carex diplodon ingår i släktet starrar, och familjen halvgräs. Inga underarter finns listade i Catalogue of Life.